# Курляндсько-російська конвенція (1783)
Курля́ндсько-росі́йська конве́нція — міжнародний договір (конвенція) про торгівлю і кордон між герцогством Курляндії-Семигалії та Російською імперією. Укладена 10 (21) травня 1783 року в Ризі, Росія. Оформлена як угода між російською імператрицею Катериною II і курляндським герцогом Петером фон Біроном у спілці з курляндським лицарством. Написана членами комісій обох сторін. Підписана з російського боку царськими уповноваженими: ризьким губернатором Джорджем Брауном і сенатором Олександром Воронцовим, з курляндського боку — самим герцогом Петером, членами його уряду, а також Отто-Германом фон дер Говеном як представником чинів герцогства. Складається з 12 статей. Визначала новий державний кордон між герцогством і Ліфляндською губернією Російської імперії, що утворився після першого поділу Речі Посполитої; надавала торгові преференції росіянами (їхні купці отримували право вільної торгівлі в Курляндії-Семигалії; курляндці мусили ліквідувати митні й податкові обмеження для товаропотоку з Риги; берегове право заборонялося в Курляндії), а також зобов'язувала курляндців повертати утікачів з Росії російській владі. Підкріплена деклараціями обох сторін про дотримання умов конвенції: курляндською від 22 травня, написаною в Мітаві, і російською від 12 (23) травня, написаною в Ризі. Конвенція стала одним із епізодів на шляху російського поглинання Курляндії.

## Назва
- Конвенція про торгівлю і кордони між її величністю імператрицею всеросійською і його світлістю герцогом і чинами герцогств Курляндського і Семигальського (рос. Конвенция о торговле и границах между ее величеством императрицею всероссийскою и его светлостию герцогом и чинами герцогств Курляндского и Семигальского).
- Конвенція про торгівлю і кордони між Її імператорською величністю усіх Росій і його ясновельможністю герцогом і станами герцогств Курляндії і Семигалії (нім. Handlungs- und Grenz-Convention zwischen Ihro Kayserlische Majestät aller Reußen und Sr. Durchl. dem Herzoge und den Ständen derer Herzogthümer Curland und Semgallen).

## Комісія
Для визначення курляндсько-російського кордону, а також умов торговельних та інших взаємин була створена спільна комісія. До неї увійшли такі комісари:
| Росія - Якоб-Йоганн фон Зіверс, дійсний таємний радник. - Герман Даль, статський радник, член казенної палати Санкт-Петербурзької губернії, обер-інспектор російських митниць. - Готфрід Беренс, член Ризької ради. | Курляндія - від герцога Петера: - Йоганн-Ернст фон Клопманн, ландгофмейстр. - Дітріх фон Кейзерлінг, канцлер. - Евальд фон Клопманн, гофмаршал. - від станів-чинів герцогства: - Отто-Герман фон дер Говен, камергер. - Густав-Філіпп Ренне, барон - Крістоф-Йоганн-Фрідріх фон Медем |

Положення угоди випрацьовувалися ними на різних нарадах-конференціях.

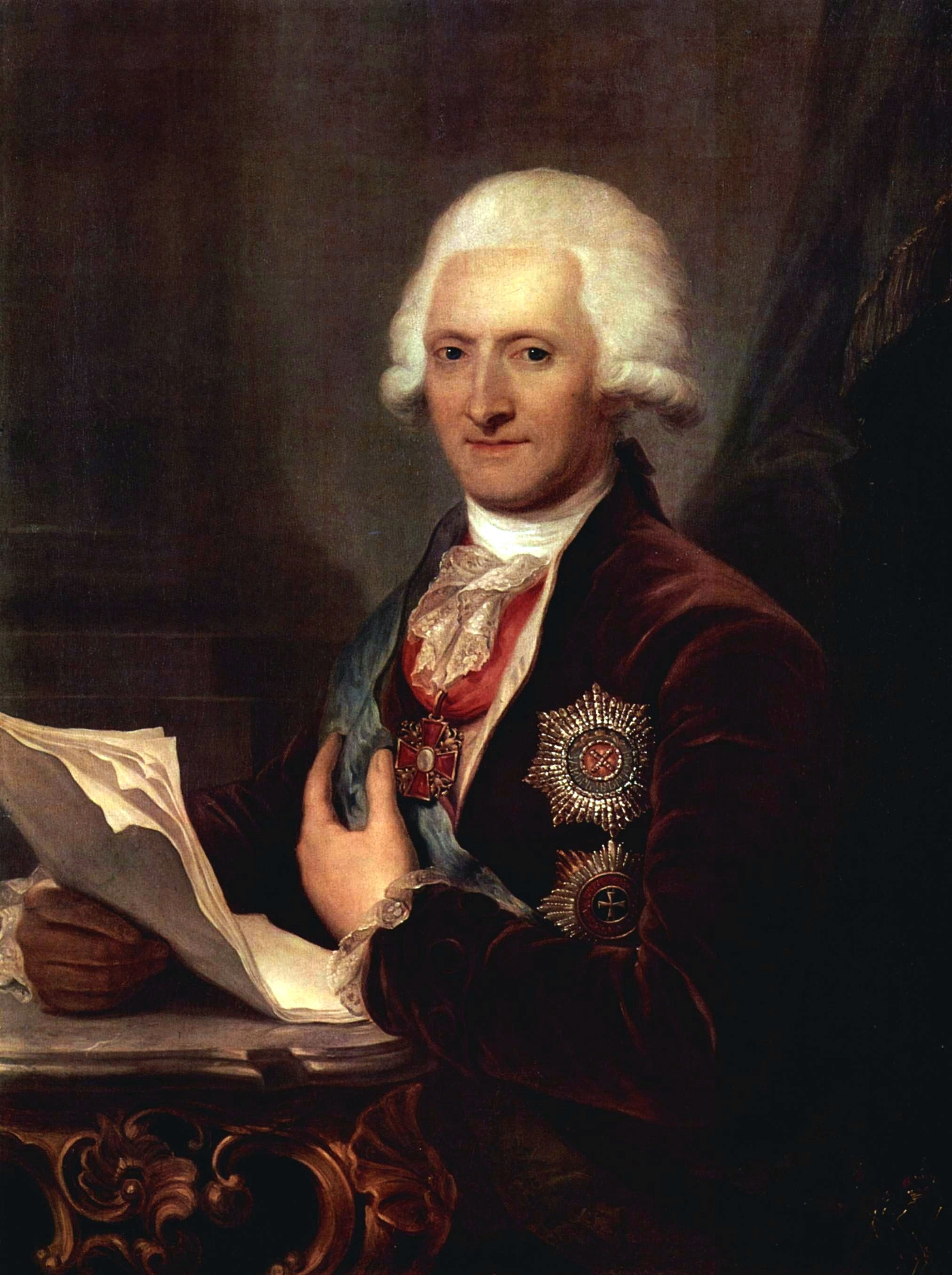
Зіверс
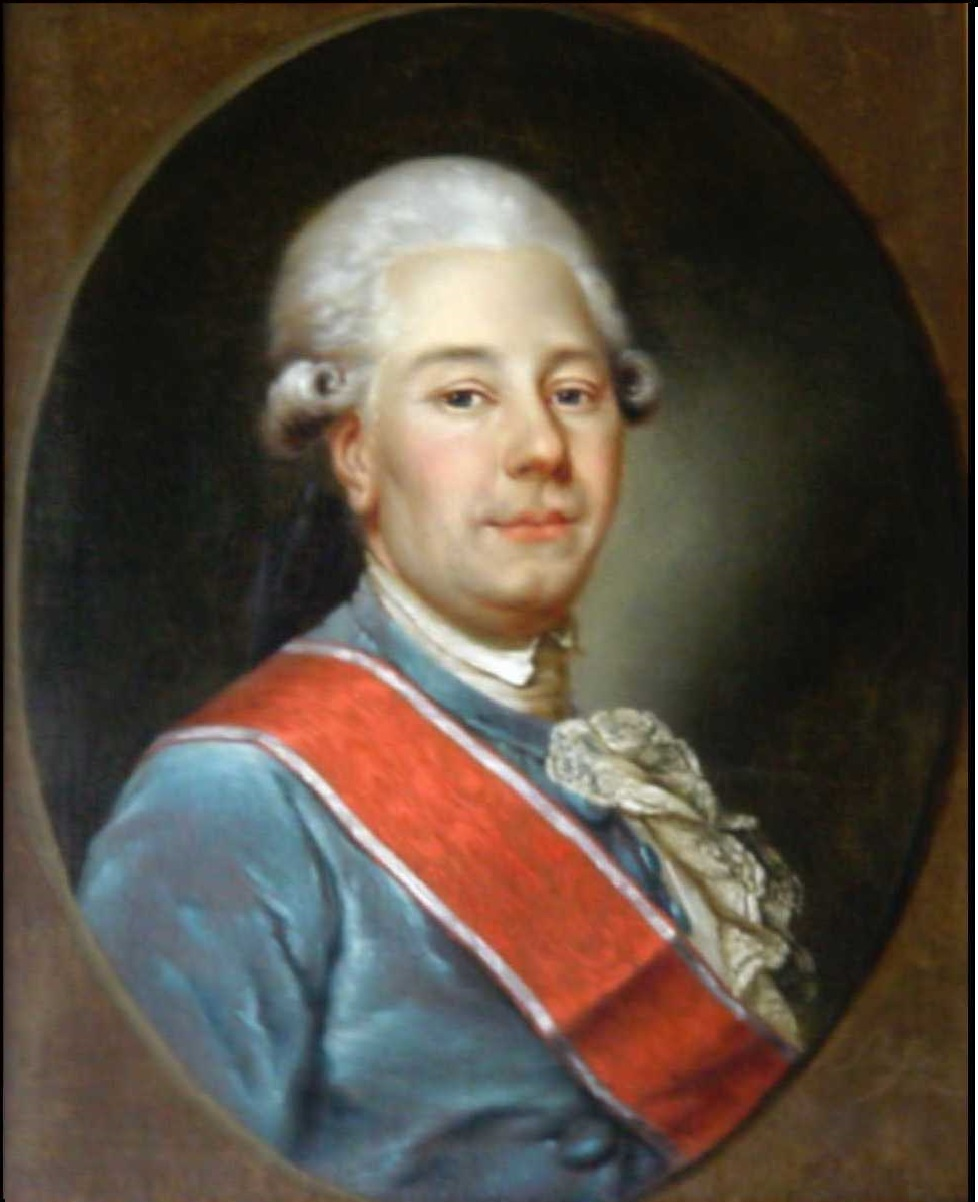
Говен
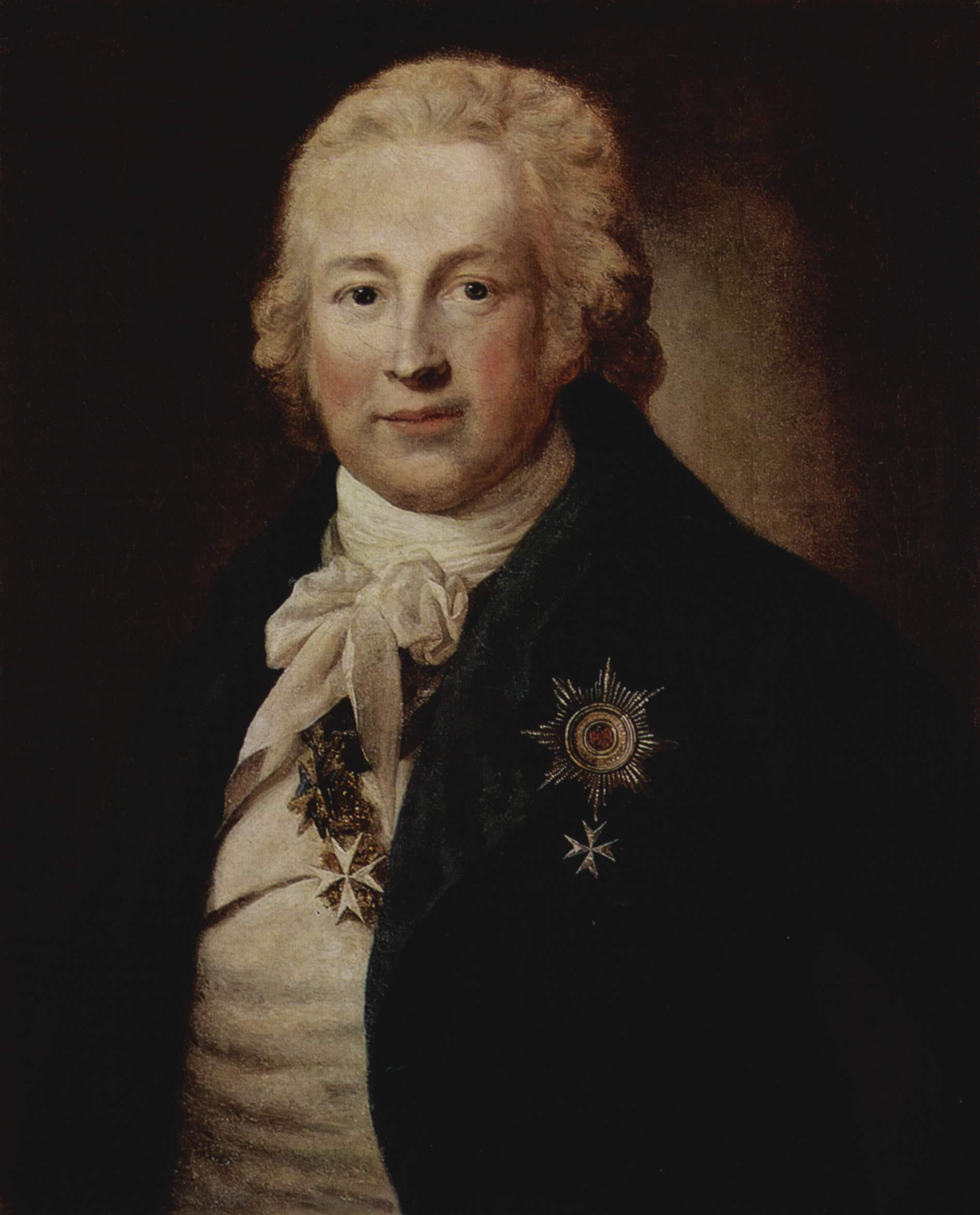
Медем

## Умови
- Повернення російських втікачів Росії без затримок у курляндських судах (Стаття 1).
- Заборона берегового права в Курляндії; надання допомогу судам, розбитим на морі чи річці Дюна (Стаття 3, 5).
- Дозвіл росіянами повертати свій товарний ліс і боти, віднесені вітром з Риги до Курляндії (Стаття 4).
- Заборона перекупу товарів (Стаття 6).
- Визначення курляндсько-російського кордону по лінії колишнього курляндсько-шведського кордону й по річці Дюна (Стаття 7).
- Консульський захист російських купців і робітників (Стаття 8, 9)
- Вільна торгівля
  - для росіян: Рига отримує право безмитної торгівлі в герцогстві (Стаття 2); російські купці, що мешкають або працюють в Курляндії, можуть тут вільно продавати і купувати товари (Стаття 8).
  - для курляндців: порти Лібава і Віндава отримують право вільного імпорту і експорту до Росії (Стаття 10)

## Зміст

### Стаття 1
Стаття 1 зобов'язувала Курляндію віддавати російських утікачів — перебіжчиків і кріпаків із Ризької та інших губерній — назад до Росії. Справи утікачів розглядав курляндський центральний уряд в Мітаві, а не місцеві суди. Курляндські поміщики були зобов'язані здавати російських утікачів своєму уряду на першу вимогу російської сторони, конвоювати їх до уряду і сплачувати їхні борги; за укривання утікачів або їхню втечу під час конвоювання накладалися штрафи. Зі свого боку, росіяни обіцяли повертати до Курляндії її біженців, хоча випадки втечі курляндських підданих до Росії були рідкістю. Також передбачалося незначне відшкодування курляндським поміщикам, якщо арештована особа не була підданим Росії; за відшкодуванням поміщики мусили їхати до Риги.
Стаття 1 передувала усім іншими домовленостям про торгівлю і кордони, що свідчить про її пріоритетність для російської сторони.
| Оригінал |  | Переклад |
| --- |  | --- |
| Как не смотря на внятное и ясное изречение Оливского мирного трактата, выдача беглецов из Российских ИМПЕРАТОРСКИХ областей не редко подвержена была убыточным судебным обрядам и потере времени, кои исполнение трактата совершенно в ничто обращали; то ныне постановлено и определено, чтоб Курляндское правление было единым судебным местом, имеющим власть разбирать и решать дела о беглых людях; чтоб сие правление держало присяжных объезжиков или рассыльщиков, которые будучи снабдеваемы от правления, по перьвому домогательству просителя, письменным приказом или пашпортом, долженствуют иметь право и обязанность, ехать прямо в показанную деревню, схватить там требуемого человека и отдать его с рук на руки помещику, во владении которого оной находился. Сей помещик должен уже на свой страх такого беглеца доставить в Курляндское правление; а правлению будет принадлежать, по сказкам свидетелей и по другим доказательствам, дело о беглеце решить беспристрастно, кратчайшим образом и без всяких приказных обрядов; и когда окажется, что требуемый человек бежал из какой либо ЕЯ ВЕЛИЧЕСТВУ ИМПЕРАТРИЦЕ Всероссийской принадлежащей области, имеет он немедленно отдан быть Российскому ИМПЕРАТОРСКОМУ министру, без требования за то от просителя каких либо издержек, ниже удовлетворения нажитых оным человеком долгов, по колику таковые люди не должны пользоваться кредитом, а на против тот, кто беглеца принимал, повинен отвечать за долги его. |  | Незважаючи на чіткі і ясні висловлювання Оливського мирного трактату, видача утікачів із Російських імператорських областей не рідко супроводжувалася збитковими судовими процедурам і втратою часу, які перетворювали у ніщо виконання трактату; тому відтепер постановляємо і визначаємо, щоб Курляндське правління було єдиним судовим місцем, яке має владу розбирати і вирішувати справи про втікачів; щоб це правління тримало присяжних об'їзників чи розсилачів, котрі за відома правління, на першу вимогу прохача, письмовим наказом або паспортом, мусять мати право і обв'язок їхати прямо до вказаного села, схопити там вказаного чоловіка й віддати його з рук у руки поміщику, у володінні якого той перебував. Цей поміщик повинен вже на свій страх доставити такого втікача до Курляндського правління; а правління повинно за показами свідків і та іншими доказами вирішити справу про втікача безсторонньо, найкоротшим шляхом і без всіляких наказових процедур; і коли виявиться, що затребуваний чоловік утік із якоїсь області, що належить Її величності імператриці, то його слід негайно віддати російському імператорському міністру, не вимагаючи за це від прохача жодних видатків, окрім відшкодування нажитих цим чоловіком боргів, оскільки такі люди не повинні користуватися кредитом, а той, хто втікача приймав, повинен відповідати за його борги. |
| Естьли же на против того найдется, что требуемый человек не есть Российский ИМПЕРАТОРСКИЙ подданный, то помещику, за отлучение людей его, имеет быть удовлетворено по пяти шестаков на день, за каждого человека, взыскание же такого удовлетворения будет исправляемо в Риге ИМПЕРАТОРСКИМ Генерал-Губернским правлением. |  | Якщо виявиться, що затребуваний чоловік — не російський імператорський підданий, то поміщику, за відбирання його людей, слід відшкодувати по 5 шестаків на день, за кожну людину, а оплата відшкодування здійснюватиметься в Ризі, імператорським генерал-губернським правлінням. |
| Когда же в какой либо усадьбе объезжику или рассыльщику снабденному паспортом от Курляндского правления учинено будет супротивление, или помещик упустит людей, отданных ему для доставления в правление; в таковом случае оной помещик имеет число ушедших заменить собственными своими крепостными людьми. |  | Коли ж в якомусь маєтку об'їзнику чи розсилачу, що має паспорт від Курляндського правління, вчинять спротив, або поміщик упустить людей, відданих йому для доставки до правління, то в такому випадку цей поміщик мусить число утікачів замінити своїми власними кріпаками. |
| По подписании сей Конвенции, должны все Курляндские помещики, из дворян или недворян, так же управители и арендаторы Герцогских маетностей всех из Российских ИМПЕРАТОРСКИХ областей беглецов и беспаспортных людей задержать и в Курляндское правление отослать. Буде же кто изобличен будет в том, что более двух месяцов терпел во владении своем без объявления, бежавшего по подписании сего акта человека; такой помещик будет подлежать пени двух сот ефимков, из коих половина следует хозяину беглеца, или Рижскому Генерал-Губернскому правлению, а другая объявителю. |  | Після підписання цієї конвенції всі курляндські поміщики, і шляхтичі, і не-шляхтичі, а також управителі й арендатори герцогських маєтностей повинні всіх утікачів і безпаспортних людей із Російських імператорських областей затримувати і відсилати до Курляндського правління. Якщо ж виявиться, що хтось після підписання цього акту утримував утікача у своєю володінні понад 2 місяці, не поінформувавши [владу], то такий поміщик буде оштрафований на 200 єфімків, з яких половина піде господарю втікача, або Ризькому генерал-губернському правлінню, а решта — інформатору. |
| Что касается до Курляндских беглецов, оные быв до ныне выдаваемы со всеможною готовостию и верностию, имеют и впредь с равною готовностью отдаваемы быть помещикам или к тому уполномочиваемым. |  | Щодо курляндських утікачів, то їх до сих пір видавали із усією готовністю і вірністю, і видаватимуть надалі з такою ж готовністю поміщикам або уповноваженим для того особам. |

### Стаття 2
Стаття 2 передбачала торговельні преференції для підросійської Риги. Курляндці мусили підтримувати на належному рівні транспортну інфраструктуру — дороги, мости, пороми і перевози, якими йшов товаропотік до цього міста з Курляндії, Польщі й Литви; а також зобов'язувалися скасувати усі мита і збори на імпорт і експорт зі Риги.
| Оригінал |  | Переклад |
| --- |  | --- |
| Герцог и чины Курляндские и Семигальские, для облегчения по возможности торговли города Риги, и подданных их с оным, равно как и провоза в сей город Литовских товаров и произращений, обязуются дороги из Польши, Самогиции, или Жмуди и Литвы до Риги, с находящимися по [6] оным мостами, поромами и перевозами, содержать во всякое время в добром и к езде способном состоянии. Совокупно примут они сильнейшия меры к наблюдению от всех сего учреждения, и в случае небрежения совокупно же будут за оное ответствовать. Герцог обязуется от ныне уничтожить все до сего времени плаченные в Курляндии и Семигалии сборы, под именем мостовых, плотинных и перевозных денег, равным образом отказывается Герцог от всех провозных пошлин и вообще от всех сборов, какогоб звания они ни были, со всех товаров, из Риги или в Ригу везомых. |  | Герцог і чини Курляндські та Семигальські задля полегшення, по змозі, торгівлі міста Риги, і [торгівлі] їхніх підданих з нею, а також провозу до цього міста литовських товарів і вирощеної [продукції], зобов'язуються утримувати повсякчас у доброму і придатному для поїздок стані дороги із Польщі, Самогітії, або Жмуді, і Литви до Риги, із розташованими на них мостами, поромами і перевозами. Вони спільно вживатимуть найефективніших заходів для догляду за ними і, у випадку недбалості, спільно відповідатимуть за неї. Герцог зобов'язується знищити нині всі збори в Курляндії і Семигалії, які платили дотепер, під назвою мостових, греблевих і перевізних грошей, і так само відмовляється від усіх перевізних мит і взагалі усіх поборів, незалежно від їхнього статусу, на усі товари із Риги, або товари, які везуть до Риги. |

### Стаття 3
Стаття 3 передбачала заборону берегового права у Курляндії — пограбунку судна, що зазнало аварії. Курляндці мусили надавати допомогу російським кораблям, які зазнали аварії біля курляндських берегів. Порятунок організовували курляндські поміщики, у володіннях яких сталася аварія. Вони також повідомляли про інцидент російській владі: губернатору в Ризі і російському послу чи консулу в Курляндії. Допомога берегових мешканців, зайнятих на порятункових роботах, винагороджувалася. Курляндські судна, які зазнали аварії у російських берегів, отримували допомогу згідно з російським законодавством.
| Оригінал |  | Переклад |
| --- |  | --- |
| Так называемое береговое право, древний оный варварский обычай, толь часто уже законами и конституциями запрещенный, долженствует в Курляндии вовсе прекратиться. Ни какому кораблю или судну, в Российскую ИМПЕРАТОРСКУЮ гавань, или оттуда плывущему, в случае кораблекрушения, или же опасности оного, не должно насильно навязывать помощь, которой судно не потребует. А чтоб тем паче возбудить в береговых жителях на нужные случаи ревность к спасению разбитых кораблей, дозволяется спешащим на помощь лодкам, и имянно каждому человеку в лодке брать по одному ефимку за дневную, и по одному же талеру за ночную работу; а тем, кои на берегу работают против того половину. Каждый помещик, у берегов которого корабль разобьется, приставит по перьвому о том известию надежных людей, дабы из спасенных на берег товаров ничего украдено или разтащено не было. Так же даст он о таковом приключении немедленно знать прямо в Ригу, а равномерно для принятия удобнейших мер, к беспечению груза разбитого судна, и Российскому ИМПЕРАТОРСКОМУ министру в Митаве, или консулям в Либаве или Виндаве, кто из них от места кораблекрушения ближе находится. Бывающия издержки, при нарочной посылке таковых известий, имеют быть удовлетворяемы без прекословия. Никто из помещиков да не осмелится препятствовать в подавании помощи. А как ЕЯ ИМПЕРАТОРСКОЕ ВЕЛИЧЕСТВО изволила уже в областях своих издать надлежащия о сем узаконения, то проистекающими от оных выгодами имеют равномерно пользоваться и Курляндцы, в случае разбития их кораблей и судов. |  | Так зване берегове право, цей давній варварський звичай, який часто забороняють законами і конституціями, мусить бути припинений у Курляндії. Жодному кораблю чи судну, що пливе до або з російської імператорської гавані, у випадку аварії чи її загрози не слід нав'язувати силоміць допомогу, якої судно не потребує. А щоб у берегових мешканців у потрібних випадках виникав запал до порятунку розтрощених кораблів, дозволяється човнам, що поспішають на допомогу, а саме кожній людині у човні, брати по одному єфімку за денну, і по одному ж талеру за нічну роботу; а тим, хто працює на березі — половину від того. Кожен поміщик, у берегів якого розіб'ється корабель, після першого ж повідомлення про це виставляє надійних людей, аби нічого не було вкрадено чи розтягнено із врятованих на берег товарів. Також він негайно сповіщає про таку пригоду безпосередньо до Риги, і одночасно, задля прийняття найзручніших заходів для убезпечення вантажа розбитого судна, — і російському імператорському міністру в Мітаві, або консулам в Лібаві й Віндаві: тому, хто з них найближче перебуває до місця аварії. Витрати, які бувають при терміновій посилці таких повідомлень, відшкодовуються не перечачи. Жоден поміщик не має права протидіяти наданню допомоги. Оскільки Її імператорська величність вже видала у своїх областях належні закони про це [берегове право], то вигодами, які випливають із них, можуть одночасно користуватися і курляднці у випадку аварії їхніх кораблів і суден. |

### Стаття 4
Згідно зі Статтею 4 курляндці мусили повертати товарний ліс та боти, які відносило вітром із Ризької гавані до курляндського берега. Російські піддані, за наявності митного посвідчення, мали право відшукувати цей ліс у Курляндії й безперешкодно вивозити його до Росії. Курляндський уряд обіцяв сприяти у цьому росіянам.
| Оригінал |  | Переклад |
| --- |  | --- |
| Не редко случается, что уносит ветром на Курляндские берега бревна и другой товарной лес, которыми начинали уже грузить корабли в Рижской гавани или на рейде. А как в таковом случае требования к Курляндскому правлению, занимая много времени, остановляли бы нагрузку кораблей; то сим определяется, чтоб люди, из Риги или из Болдераа с таможенным свидетельством на Курляндские берега посылаемые для отыскания унесенного лесу, имели совершенную свободу сей лес сбирать, и как оной, так и отрывающияся иногда боты назад требовать и беспрепятственно, без всякой платы обратно в Ригу проводить. Естьли же кто отважится мешать им в работе их, или похитить нечто из лесу, таким образом на берег выброшенного; таковый должен убыток и причиняемые иногда издержки, без всяких тяжебных волокит награждать; а Герцог и чины Курляндские будут наблюдать, дабы в силу сей статьи Российским ИМПЕРАТОРСКИМ подданным и другим хозяевам таких лесов, товаров и ботов оказуема была скорая и надлежащая справедливость. |  | Не рідко трапляється, що вітром відносить на курляндські береги колоди та інший товарний ліс, який починали вже вантажити кораблі у Ризькій гавані або на рейді. Оскільки у таких випадках вимоги до Курляндьського правління, займаючи багато часу, зупиняли би навантажування кораблів, то цим визначаємо, щоб люди із Риги чи із Бодлера, яких посилають із митним свідоцтвом на курляндські береги для відшукування унесеного лісу, мали б повну свободу збирати цей ліс, вимагати і безперешкодно, без будь-якої оплати, проводити його, а також боти, які інколи відриваються, назад до Риги. Якщо ж хтось відважиться заважати їм у їхній роботі, або поцупить щось із лісу, який викинуто було на берег, то такий мусить збиток і витрати, які інколи трапляються, відшкодувати без усіляких судових зволікань. А герцог і чини курляндські будуть наглядати, аби чинністю цієї статті надавалася швидка і належна справедливість російським імператорським підданим та інших власниками таких лісів, товарів і ботів. |

### Стаття 5
Стаття 5 доповнювала Статтю 3, забороняючи берегове право на берегах річки Дюна (сучасна Західна Двіна). Підтверджувалися постанови герцога Ернста-Йоганна фон Бірона від 15 березня і 15 квітня 1763 року про надання допомоги суднам, які зазнали аварії на річці. Курляндці мусили повертати власникам товари з розтрощених російських кораблів, а за відсутності власника — їх російському губернському уряду в Ризі.
| Оригінал |  | Переклад |
| --- |  | --- |
| Как Герцог Курляндский, в рассуждении разбития судов по реке Двине еще в 1763 году Марта 15 дня издал устав, то оной сим подтверждается, и от чинов Курляндских и Семигальских принимается и признается обязательным. Также имеют все и каждой помещик по реке Двине, в случае разбития какого судна на его земле, приставить надежных людей к вывезенным на берег товарам, дабы ничего из оных не было украдено, и отвечать за всякую неверность его людей; равномерно не должны ни когда выбрасываемые на берег товары или плоты подлежать конфискации: но когда в шесть недель хозяин не явится, долженствуют оные ИМПЕРАТОРСКОМУ в Риге Генерал-Губернскому правлению объявляемы, и его распоряжению оставляемы быть: однакож в обоих случаях, смотрителям дозволяется справедливое награждение. |  | Як герцог курляндський, роздумуючи над розбиттям суден на річці Дюні ще 15 року 1763 року видав постанову, то вона цією [конвенцією] підтверджується, і чинами курляндськими і семигальськими приймається і визнається обов'язковою. Також усі й кожен поміщик на річці Дюна, у випадку розбиття якогось судна на його землі, повинен виставити надійних людей до вивезених на берег товарів, щоб нічого з них не вкрали, і відповідати за будь-яку невірність його людей; водночас, товари або плоти, які викинуло на берег, ніколи не повинні підлягати конфіскації: але коли за шість тижнів власник не з'явиться, їх слід оголосити імператорському генерал-губернському правлінню в Ризі і залишити під його розпорядження: однак в обох випадках, наглядачам дозволяється справедлива нагорода. |
| Герцогской устав от 15 Апреля 1783 года подтверждается сею конвенциею, и принимается от всего рыцарства Герцогства Курляндского и Семигальского; по чему впрочем от Герцога и чинов Курляндских и Семигальских будут приняты меры к оказанию всякого человеколюбия и призрения людям претерпевающим кораблекрушение, как по морскому, так и по Двинским берегам. |  | Герцогська постанова від 15 квітня 1783 року підтверджується цією конвенцією і приймається усім лицарством герцогства Курляндського і Семигальського; після чого, втім, від герцога і чинів курляндських і семигальських будуть прийняті заходи для надання будь-якого чоловіколюбства і приязні до людей, які зазнали корабельної аварії, як на морському березі, так і на Дюнським берегах. |

### Стаття 6
Стаття 6 забороняла перекуп товарів (різновид спекуляції), на підставі угоди 1615 року між Курляндією і Ригою. Жителям міст Якобштадту і Фрідріхштадт не дозволялося скупати і перекупати товари, які везли із Литви до Риги.
| Оригінал |  | Переклад |
| --- |  | --- |
| Для отвращения сколько можно перекупки, которая запрещена уже в конвенции 1615 году заключенной между Герцогом Курляндским и городом Ригою, повторяются и подтверждаются здесь постановленные по сему в реченной конвенции учреждения, и всем Герцогства Курляндского и Семигальского жителям, особливо Якобстадтским и Фридрихстадтским запрещается скупать и перекупать везомые из Литвы в Ригу товары. |  | Для можливого запобігання перекупу, який вже заборонений конвенцією 1615 року, укладеною між герцогом курляндським і Ригою, тут повторюються і підтверджуються зазначені в згаданій конвенції положення, і всім мешканцям герцогства Курляндського і Семигальського, особливо із Якобштадту і Фрідріхштадту забороняється скупати і перекупати товари, які везуть із Литви до Риги. |

### Стаття 7
Стаття 7 встановлювала курляндсько-російський кордон на основі курляндсько-шведського договору 1630 року й Олівського миру 1660 року, які окреслювали межу між Курляндією і шведською Ліфляндією. Росія, яка захопила останню внаслідок Великої Північної війни, означала стару лінію цього кордону як офіційну межу між Курляндією і Росією. Питанням про невизначені ділянки курляндсько-російського кордону по річці Дюна, де існували змішані володіння курляндських і російських поміщиків, мусили займатися окремі комісари від обох держав.
| Оригінал |  | Переклад |
| --- |  | --- |
| Как граница, между Лифляндиею и Курляндиею, на время перемирия в трактате 1630 года между Королем Шведским Густавом Адольфом и Герцогом Курляндским Фридрихом означенная, и при заключении Оливского мира подтвержденная, по трактатам не находится еще во владении России, чему причиною были тогдашния и в начале сего столетия последовавшия военные беспокойствия; то Герцог и чины Курляндские и Семигальские признают сущею и истинною Лифляндскою границею ту, которая в вышепомянутом трактате определена, а именно:                                                         |  | Позаяк кордон між Ліфляндією і Курляндією, який означений на час перемир'я у трактаті 1630 року між королем шведським Густавом-Адольфом і герцогом курляндським Фрідріхом, і підтверджений при укладанні Олівського миру, згідно з трактатами ще не перебуває у володінні Росії, причиною чого були тогочасні військові клопоти, які слідували й на початку цього століття; то герцог і чини курляндські і семигальські визнають справжнім й істинним Ліфляндським кордоном той, який у вищезгаданому трактаті встановлений, а саме:                            |
| «Нейминде, (а по нынешнему Динаминдской шанц) должна иметь и содержать в себе то, что лежит между рекою Булдераа и морем, идучи от Нейминды в Двину, и оною в Булдераа, а оттуда сею ж в верх до реки Шлакский ручей называемой, где был форпостной шанц или крепость с мельницею, с пользованием обоими берегами, а оттуда далее в верх до крайних границ, где деревня Клаверн отделяется от прочих деревень Тукумского Гауптманшафта, которые границы потом далее даже до моря простираются. И так что в сей окружности границ вместе лежит, долженствует принадлежать к Нейминде. |  | «[фортеця] Ноймюнде (а по-нинішньому Дюнаміндський шанець) мусить мати і утримувати у собі те, що лежить між річкою Булдераа і морем, йдучи від Ноймюнде до Дюни, і по ній до Булдераа, а звідти по ній же вгору, до річки званої Шлакський стумок, де був форпостний шанець або фортеця з млином, з використанням обох берегів, а звідти дали вгору до крайніх меж, де село Клаверн віділене від інших сіл Тукумського гауптманства, кордони якого потім далі навіть до простягаються. І так, те що в окрузі цих кордонів лежить, мусить належати до Ноймюнде. |
| Амт Дален по старым границам, со всем что в окружности его лежит, так же лоховые заколы равно как и деревни, бывшего благошляхетного и почтенного Рижского Бургомистра Иоганна Фридриха, близ Амтабалдона лежащия и до ныне в старом Шведском владении находившияся, с землями между сими маетностями состоящими должны ныне остаться в ЕЯ власти и владении». |  | Амт-Дален за старими кордонами, з усім, що лежить в його окрузі, так само і лохові заколи як і села колишнього благошляхетного і шанованого ризького бургомістра Йоганна-Фрідріха, які лежать поблизу Амтабалдона і до нині розташовані у старому Шведському володінні, із землями, що перебувають між цими маєтностями, повинні нині залишитися у її [імператриці] владі й володінні». |
| ЕЯ ИМПЕРАТОРСКОЕ ВЕЛИЧЕСТВО повелит немедленно, по подписании сей конвенции, взять во владение вышеопределенные границы. |  | Її імператорська величність звелить негайно після підписання цієї конвенції взяти у володіння вищезазначені кордони. |
| И как Лифляндия и Курляндия имеют на обоих берегах Двины смешанные владения и спорные межи, то оные долженствуют исследованы, взаимные земли измерены, и ими справедливый и обеим сторонам выгодный обмен учинен быть. На сей конец взаимно назначены будут нарочные комисары и снабдены такими наставлениями, от которых бы щастливого окончания сего дела ожидать можно было. |  | І позаяк Ліфляндія і Курляндія мають на обох берегах Дюни змішані володіння і спірні межі, то їх належить дослідити, взаємні землі виміряти, і провести ними обмін, справедливий і вигідний обом сторонам. Наприкінці цього будуть обопільно призначені спеціальні комісари: їх спорядять такими настановами, від яких можна було б очікувати щасливого завершення цієї справи. |

### Стаття 8
Стаття 8 надавала російським купцям права вільної торгівлі у Курляндії. Вони мали право торгувати гуртом і вроздріб у містах, на ярмарках, могли купувати і продавати курляндську нерухомість (будинки, сади, крамниці). Російських торговців звільняли від сплати зборів на користь місцевих цехів та гільдій. Росіяни не підлягали рішенням курляндських магістратів, а перебували під юрисдикцією російського посла і консулів в Курляндії. Скарги на російський бізнес розглядалися у звичайних курляндських судах за участі посла і консулів.
| Оригінал |  | Переклад |
| --- |  | --- |
| Российские купцы, в Митаве и в других Курляндских городах поселившиеся, или впредь поселяющееся, могут всякими Российскими невыделанными продуктами или мануфактурными товарами, оптом или в рознь свободно и беспрепятственно торговать, оные покупать, продавать и в лавках на продажу держать. Они могут так же ездить на тамошния ярманки, и иметь право к покупке домов, садов и лавок, в которых случаях должны они платить обыкновенные подати и поземельные денги, на равне с другими Курляндскими мещанами и обывателями, не платя однакож никаких податей в цехи и в другия общества, естьли они не были в те приняты. ИМ во всем пространстве пользоваться защищением Российского ИМПЕРАТОРСКАГО Министра и Российских ИМПЕРАТОРСКИХ Консулей. Никакий городовой магистрат да не дерзает товары их конфисковать, но всякие на них жалобы да приносятся вышепомянутому Министру, или Консулям, и под их присмотром да решатся беспристрастно в обыкновенных судебных местах. |  | Російські купці, які поселилися в Мітаві та інших курляндських містах, або які будуть надалі поселятися, можуть усілякими російськими невиченими продуктами чи мануфактурними товарами вільно і безперешкодно торгувати, гуртом чи вроздріб; купувати їх, продавати і тримати на продаж у крамницях. Вони також можуть їздити на місцеві ярмарки і мати право купувати будинки, сади і крамниці, у випадку чого вони мусять платити звичайні податки і поземельні гроші, на рівні з іншими курляндськими міщанами і обивателями, не сплачуючи, однак, жодних податків цехам та іншим товариствам, до яких їх не прийняли. На всьому просторі [герцогства] вони користуються захистом російського імператорського міністра і російських імператорських консулів. Жожен міський магістрат не має права конфісковувати їхні товари, а всілякі скарги на них слід приносити вищезгаданому міністру й консулам, і під їхнім наглядом вирішувати неупереджено у звичайних судових місцях |
| В уголовных делах будут они подвластны земским законам; однако Российский ИМПЕРАТОРСКИЙ Министр и Консулы имеют наблюдать, дабы они не были обижаемы. |  | У кримінальних справах будуть вони підвладні земським законам: однак російський імператорський міністр і консули мають право наглядадти, щоби їх не ображали. |

### Стаття 9
Стаття 9 передбачала захист російських робітників у Курляндії. Вони звільнялися від суду курляндських поміщиків і отримували захист російського посла і консулів. Скарги на російських робітників розглядалися у місцевих судах під контролем російських дипломатів.
| Оригінал |  | Переклад |
| --- |  | --- |
| Рассеянные по разным в Курляндии деревням Российские, паспортами снабденные работники не должны быть подвластны дворянскому суду, как то бывало прежде. Вообще будут они пользоваться защищением Российского ИМПЕРАТОРСКАГО Министра и Консулей, к которым и иметь прибежище в случае жалобы на сих людей; а они, смотря по обстоятельствам, будут на основании осьмой статьи отдавать ту жалобу в надлежащее судебное место, для исследования и решения под их надзиранием. |  | Розсіяні по різних селах в Курляндії російські робітники, що мають паспорт, як і раніше не підлягають шляхетському суду. Загалом, вони користуватимуться захистом російського імператорського міністра і консулів, у яких матимуть притулок у випадку скарги на цих людей; а вони [міністр і консули], судячи з обставин, віддаватимуть на підставі Статті 8 ту скаргу до належного судового місця для розслідування і вирішення [справи] під їхнім наглядом. |

### Стаття 10
Згідно зі Статтею 10 російський уряд надавав курляндським портовим містам Лібава і Віндава право на вільний вивіз і ввіз товарів до Росії. Таким чином курляндці розширювали обсяги торгівлі із Ригою, яка за угодою 1615 року була прив'язана лише до одного курляндського порту. Втім, за цю поступку Курляндії заборонялося будувати нові порти на власному узбережжі. Поміщики з курляндських парафій (волостей) мали право експортувати харчі до Риги, або вивозити їх до Росії через Лібаву і Віндаву.
| Оригінал |  | Переклад |
| --- |  | --- |
| Как ЕЯ ИМПЕРАТОРСКОЕ ВЕЛИЧЕСТВО, по человеколюбию Своему и по милосердию, многократно Герцогу и чинам Курляндским и Семигальским изъявленному, равно как и из уважения, сколь бы тягостно было некоторым отдаленным кирхшпилям сего Герцогства, соизволила Всемилостивейше отступить от права принадлежаго городу Риге, в силу трактата 1615 года заключенного с Герцогом Курляндским, отпускать из одной его гавани морем всякой яровой хлеб и Курляндские състные припасы, то и жалует ЕЯ ВЕЛИЧЕСТВО Герцогству Курляндскому, и именно гаваням Либавской и Виндавской полную свободу вывоза и ввоза на том же основании, как они ныне сею пользуются, с таким однакож изъятием, чтоб на Курляндских берегах никакие новые гавани, кроме помянутых Либавской и Виндавской вновь учреждаемы не были. |  | Позаяк її імператорська величність, через своє чоловіколюбство і милосердя, які багаторазово проявляло до герцога і чинів курляндських і семигальських, а також через повагу [до них], як би тяжко не було деяким віддаленим парафіям цього Герцогства, всемилостиво звеліла відступити від права, що належить місту Ризі, чинністю трактату 1615 року, що був укладений із герцогом курляндським, відпускати із його однієї гавані морем всякий яровий хліб і курляндські харчі, то жалує її величність Герцогству Курляндському, а саме гаваням Лібавській і Віндавській повну свободу вивозу і ввозу на тій же підставі, як вони нині тим користуються, однак за тієї умови, щоб на курляндських берегах жодних нових гаваней, окрім згаданих Лібавської і Віндавської наново не будували. |
| ЕЯ ИМПЕРАТОРСКОЕ ВЕЛИЧЕСТВО, для вящшего поощрения Курляндских жителей к отправлению торгу с Ригою, изволила уже пожаловать им разные облегчения в сем ЕЯ городе; напротив чего имеют те кирхшпили, которые до ныне обыкли посылать произращения свои в реченный город, и именно: Дюнабургской, Иберлауцской, Селбургской, Нерфшской, Ашераденской, Бауской, Екауской, Нейгутской, Балдонской, Митавской, Сессауской, Гренцгофской и Доббленской, продолжать тем и по прежнему торговать оными в городе Риге, на основании законов; в прочих же кирхшпилях вольно помещикам продукты свои отпускать или в Ригу, или в обе вышереченные Курляндские гавани Либаву и Виндаву. |  | Її імператорська величність, аби краще заохотити курляндських мешканців торгувати із Ригою, звеліла вже жалувати їм різні полегшення у цьому її місті; з іншого боку ті парафії, які до нині звикли посилати свою вирощену [продукцію] до річкового міста, а саме: Дюнабурзька, Іберлауцька, Зельбурзька, Нерська, Ашераденська, Баускська, Екауська, Нойгутська, Балдонська, Мітавська, Зессауська, Гренцгофська і Добленська, мусять продовжувати те саме і як раніше торгувати нею у місті Рига, на основі законів; у інших же парафіях дозволено поміщиками продукти свої відпускати або до Риги, або до двох, вище зазначених курляндських гаваней — Лібаву і Віндаву. |

### Стаття 11
Стаття 11 визнавала чинність усіх попередніх договорів між Росією і Курляндією, а також між Ригою і Курляндією, які не суперечили цій конвенції.
| Оригінал |  | Переклад |
| --- |  | --- |
| Все прежнее между ЕЯ ИМПЕРАТОРСКИМ ВЕЛИЧЕСТВОМ и Герцогом и чинами Курляндскими и Семигальскими заключенные договоры, равно как и все между прежними Герцогами и городом Ригою условленные обязательства, по колику оные нынешнею конвенциею не отставлены и не отменены, да останутся в полной своей силе и действительности. |  | Усі попередні договори, укладені між Її імператорською величністю і герцогом і чинами курляндськими і семигальськими, так само як і всі домовлені зобов'язання між попередніми герцогами і містом Ригою, нехай лишаються чинними і дійсними, оскільки ця конвенція не відкидає їх і не скасовує. |

### Стаття 12
Заключна стаття 12 зобов'язувала Курляндію докладати зусиль до виконання конвенції після її підписання. Герцог і лицарство мусили поширити видрукований текст угоди по всій країні. Аналогічна вимога для російської сторони не висувалася.
| Оригінал |  | Переклад |
| --- |  | --- |
| Коль скоро сия конвенция комисарами обеих сторон будет подписана, Герцог и чины Курляндские и Семигальские приложат старание, чтоб оная в исполнение приведена была. Так же велят они напечатать достаточное число ексемпляров оной, и разослать их по разным городам и кирхшпилям Герцогств Курляндского и Семигальского, дабы содержание оной каждому известно учинилось, и ни кто в случае преступления не мог извиняться незнанием. |  | Як тільки цю конвенцію підпишуть комісари обох сторін, герцог і чини курляндські і семигальські докладуть зусиль, щоб її привести до виконання. Також вони накажуть надрукувати достатню кількість екземплярів конвенції і розіслати їх по різним містам і парафіям герцогств курляндського і семигальського, щоб зміст її став відомий кожному, і ніхто не міг у випадку її порушення виправдовуватися незнанням. |

### Підпис
В кінці конвенції проставлені підписи з печатками комісарів обох сторін, дата і місце укладання — Рига, 10 (21) травня 1783 року.
| Оригінал |  | Переклад |
| --- |  | --- |
| Для вящшего уверения сия конвенция обеих сторон комисарами подписана с приложением их печатей. Учинено в Риге 10/21 Маия тысяща семь сот восемдесят третьего года. |  | Для кращого завірення ця конвенція підписана комісарами обох сторін з прикладанням їхніх печаток. Вчинено в Ризі, 10/21 травня тисяча сімсот вісімдесят третього року. |
| Иакоб Иоган Сиверс (М. П.) |  | Якоб-Йоганн фон Зіверс (місце печатки) |
| Герман Даль (М. П.) |  | Герман Даль (місце печатки) |
| Готлиб Фридрих Беренс (М. П.) |  | Готліб-Фрідріх фон Беренс (місце печатки) |
| Иоган Эрнст Клопман (М. П.) |  | Йоганн-Ернст фон Клопманн (місце печатки) |
| Дитрих Кейзерлинг (М. П.) |  | Дітріх фон Кейзерлінг (місце печатки) |
| Эвальд Клопман (М. П.) |  | Евальд фон Клопманн (місце печатки) |
| Отто Герман фон дер Говен (М. П.) |  | Отто-Герман фон дер Говен (місце печатки) |
| Густав Филип Барон Ренне (М. П.) |  | Густав-Філіпп фон Ренне (місце печатки) |
| Христоф Фридрих Медем (М. П.) |  | Крістоф-Фрідріх фон Медем (місце печатки) |

### Курляндська декларація
| Оригінал |  | Переклад |
| --- |  | --- |
| Декларация, данная от Герцога и чинов Курляндских на конвенцию о торговле и границах между ЕЯ ИМПЕРАТОРСКИМ ВЕЛИЧЕСТВОМ и Его Светлостию Герцогом, заключенную комисарами обеих сторон |  | Декларація, надана герцогом і чинами курляндськими на конвенцію про торгівлю і кордони між Її імператорською величністю і його світлістю герцогом, що укладена комісарами обох сторін |
| Божиею Милостию МЫ ПЕТР Герцог Лифляндский, Курляндский и Семигальский, Барон Шлезский, Вартенбергский, Бралинский и Гошицский и проч. и проч. и проч.                                 |  | Божою милістю, ми, Петер, герцог ліфляндський, курляндський і семигальський, барон шлезький, вартенберзький, бралінський і гошицький тощо, тощо, тощо.                                |
| И МЫ на сеймике собравшееся рыцарство и земство Герцогств Курляндского и Семигальского и проч.                                                                                         |  | І ми, на ландтазі зібране лицарство і земство герцогств курлянського і семигальського тощо.                                                                                           |

### Монографії
- Arbusov, L. Grundriss der Geschichte Liv-, Est- und Kurlands. Riga: Jonck und Poliewsky, 1918.
- Berkis, A. The history of the Duchy of Courland (1561—1795). University of Wisconsin, 1954.
- Berkis, A. The history of the Duchy of Courland (1561—1795). Towson: P. M. Harrod, 1969.